# Sydney Patterson
Sydney Patterson   (Melbourne, 14 d'agost de 1927 - Sydney, 29 de novembre de 1999) va ser un ciclista australià que va combinar tant el ciclisme en ruta com la pista durant les dècades de 1950 i 1960. En el seu palmarès destaquen tres Campionats del món de persecució i un de velocitat. També té en el seu palmarès diverses curses de sis dies. El 1948 va prendre part en els Jocs Olímpics d'Estiu de Londres.
El 2015 fou inclòs al Cycling Australia Hall of Fame.

## Palmarès
- 1949
  -  Campió del món de velocitat amateur
- 1950
  -  Campió del món de persecució amateur
- 1952
  -  Campió del món de persecució
- 1953
  -  Campió del món de persecució
- 1954
  - 1r als Sis dies d'Aarhus (amb Alfred Strom)
- 1955
  - 1r als Sis dies de París (amb Reginald Arnold i Russel Mockridge)
- 1958
  - 1r als Sis dies de Sydney (amb Peter Brotherton)
- 1959
  - 1r als Sis dies de Sydney (amb Peter Panton)
  - 1r als Sis dies de Melbourne (amb Keith Reynolds)
- 1961
  - 1r als Sis dies de Newcastle (amb Bob Jobson i John Tressider)
- 1962
  - 1r als Sis dies de Melbourne (amb Ronald Grenda)
  - 1r als Sis dies de Newcastle (amb Dick Tressider)
  - 1r als Sis dies de Townsville (amb Barry Lowe)
- 1963
  - 1r als Sis dies de Melbourne (amb Ronald Grenda)
  - 1r als Sis dies d'Adelaida (amb Nino Solari)
- 1964
  - 1r als Sis dies de Perth (amb John Young)
- 1966
  - 1r als Sis dies de Whyalla (amb Robert Ryan)
- 1967
  - 1r als Sis dies de Maryborough (amb Barry Waddell)
  - 1r als Sis dies de Launceston (amb Graeme Gilmore)
  - 1r als Sis dies d'Adelaida (amb Charly Walsh)